# Monorhaphis chuni
A Monorhaphis chuni az üvegszivacsok (Hexactinellida) osztályának az Amphidiscosida rendjébe, ezen belül a Monorhaphididae családjába tartozó faj.
Családjának és nemének az egyetlen faja.

## Előfordulása
A Monorhaphis chuni Afrika keleti korallzátonyaitól Japán déli részéig fordul elő. A következő országok partmenti vizeiben megtalálható ez a üvegszivacs-faj: Tanzánia, Szomália, Kína, a Fülöp-szigetek és Japán.

## Életmódja
Ez az élőlény a tengerekből szívja fel, a magának szükséges planktonokat.